# 香港郵政總局
香港郵政總局（英語：General Post Office，縮寫：GPO）位於香港香港島中環康樂廣場2號，是第四代香港郵政總部。郵政總局在中區填海計劃第1期進行前位處海旁，並同時連接中區行人天橋系統。2023年，第五代郵政署總部、位於九龍灣的香港郵政大樓啟用，取代中環郵政總局的總部功能，但郵政總局會繼續提供郵政相關服務，直到2027年位於國金中心二期附近的新郵政總局落成為止。
郵政總局設有郵政局櫃位、郵政信箱、郵筒、郵趣廊及郵展廊等設施，而該局亦是使用率最高的郵政局之一。

## 歷史

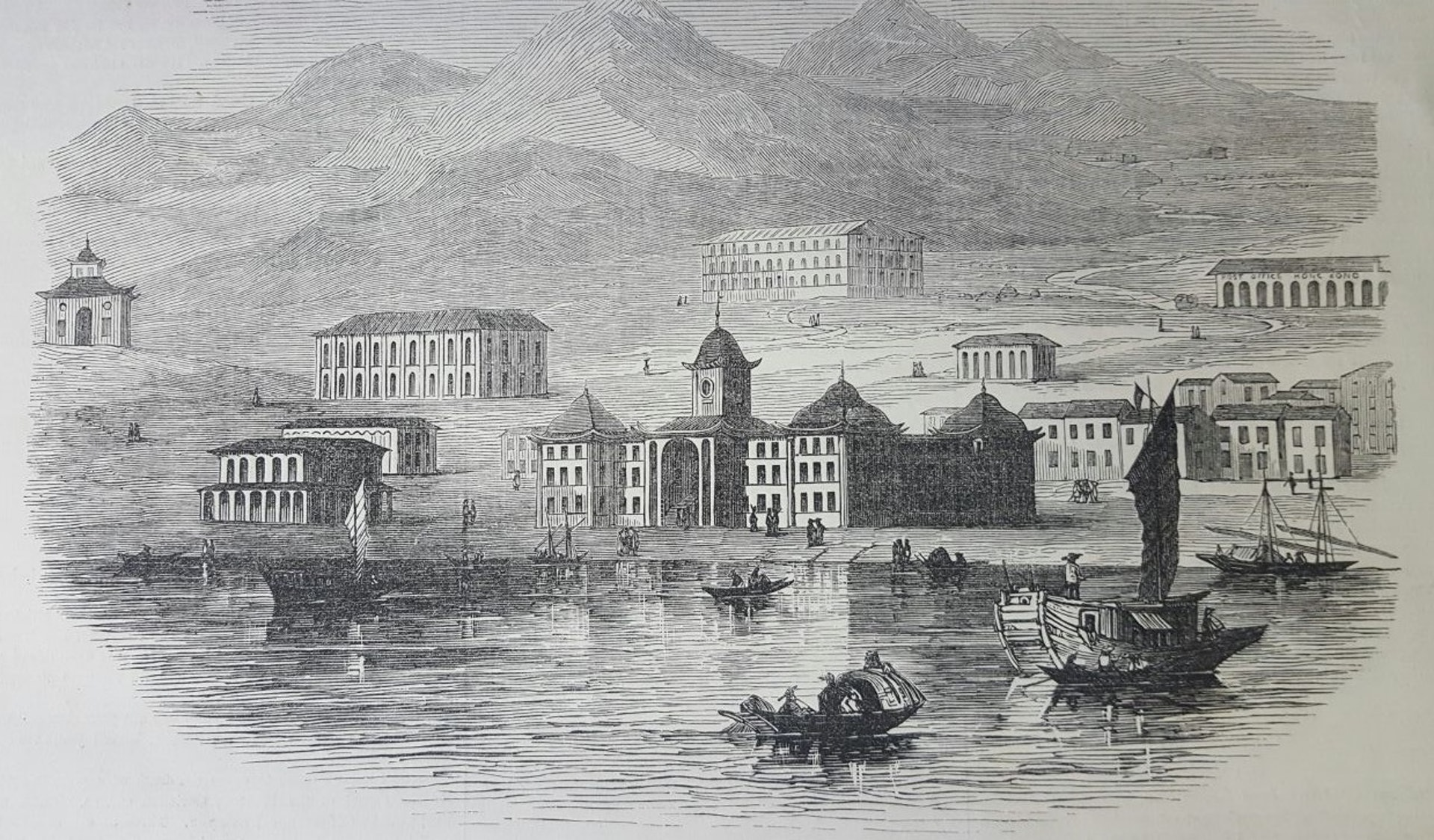
香港剛開埠的中環海徬：
第一代郵政總局於圖右上角的山上，當時華人稱之為「書信館」

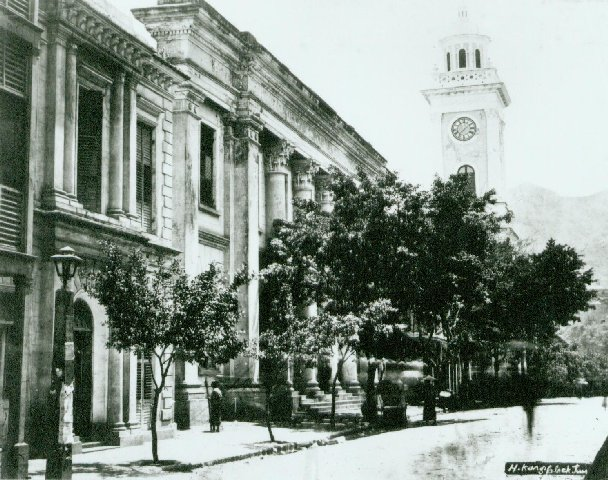
第二代香港郵政總局（圖最左方建築）

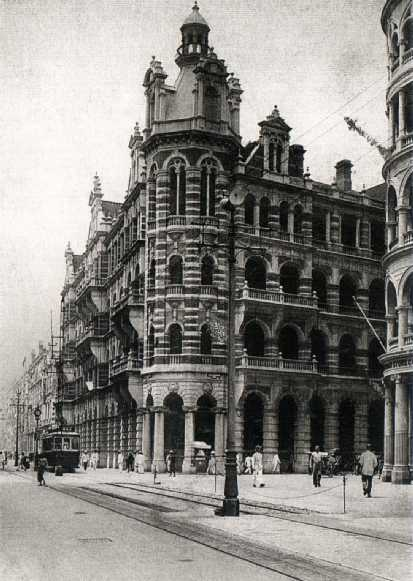
第三代香港郵政總局於1911年6月始啟用，圖為面向德輔道中電車路的一邊

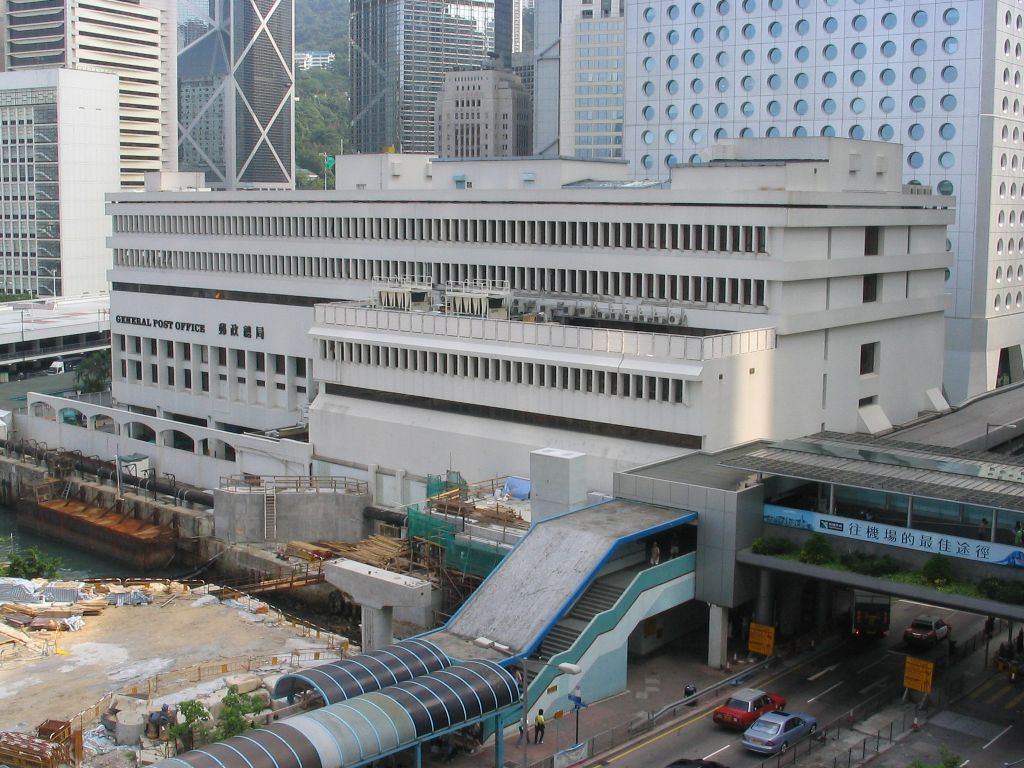
第四代香港郵政總局正面向維多利亞港，位於怡和大廈北面

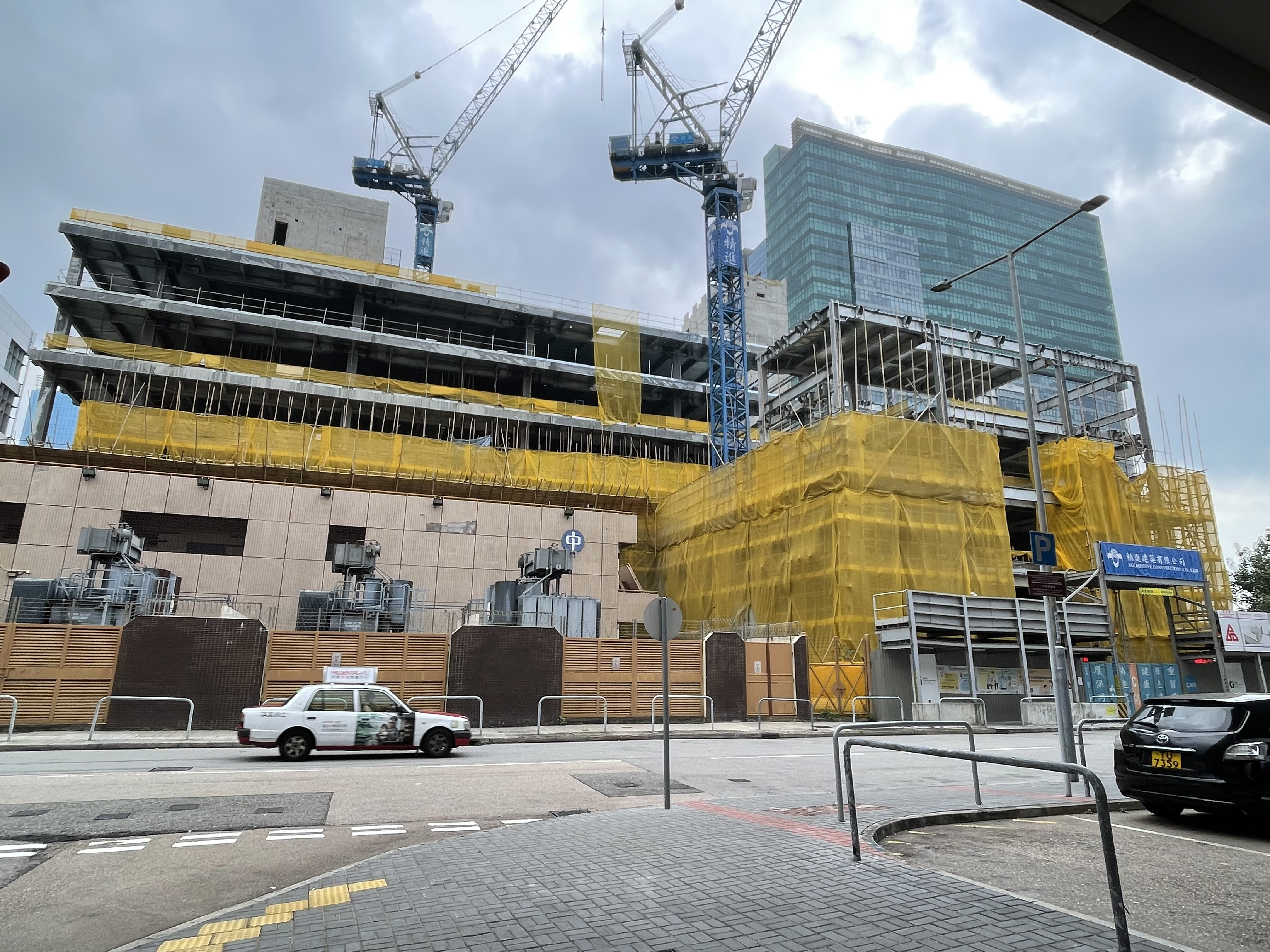
在九龍灣的第五代郵政總局重置工程（2021年10月）

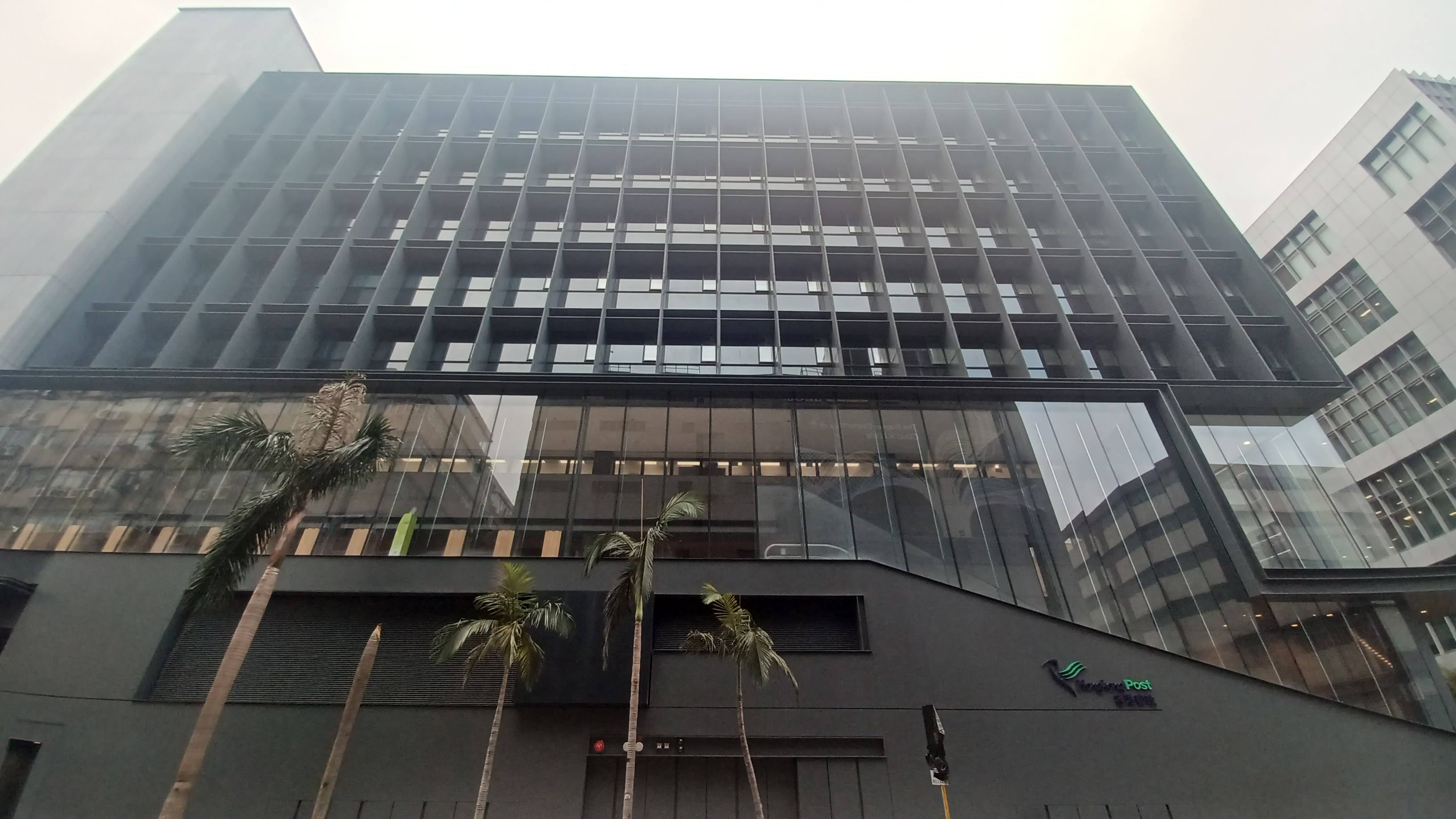
香港郵政大樓（2024年2月）

#### 第一代郵政總局（1841年－1846年）
位於聖約翰座堂對上一小屋內，現址為律政中心。

#### 第二代郵政總局（1846年－1911年）
位於畢打街與皇后大道中交界，現址為華人行。

#### 第三代郵政總局（1911年－1976年）
位於畢打街與德輔道中交界，屬於英國文藝復興時期風格建築。
1928年，香港電台的前身、由民間組織而成的「香港電台廣播」於3樓開設了一個廣播室，由工務局的電器部管理。電台有六個工作人員，全日會播音七小時，主要轉播戲院粵劇，一直至1932年搬到告羅士打行。
於1970年代中期因為興建地鐵中環站而被拆卸，現址為環球大廈。

#### 第四代郵政總局（1976年－現在，目前僅提供郵政相關服務，不再作為香港郵政總部）
現存於中環的郵政總局建築物為第四代，屬於現代主義建築風格。於1976年8月11日啟用，建築及設備耗資4,300萬港元。

#### 第五代郵政總局（香港郵政大樓，現在的香港郵政總部）
位於九龍灣，由建築署負責項目，精進建築有限公司承建。大樓樓高八層並設有一層地庫，毗鄰九龍灣中央郵件中心，2023年啟用，整合原設於荃灣的大量投寄空郵中心、於常悅道的九龍灣郵政局、於長沙灣的香港郵政職員訓練中心及郵展廊等。

## 建築
四代的郵政總局都是臨海以建，使郵件都可以直接裝卸到停靠碼頭的駁船。隨著中環進行多次的填海工程，多年來郵政總局的搬遷位置亦隨海岸線而變化。

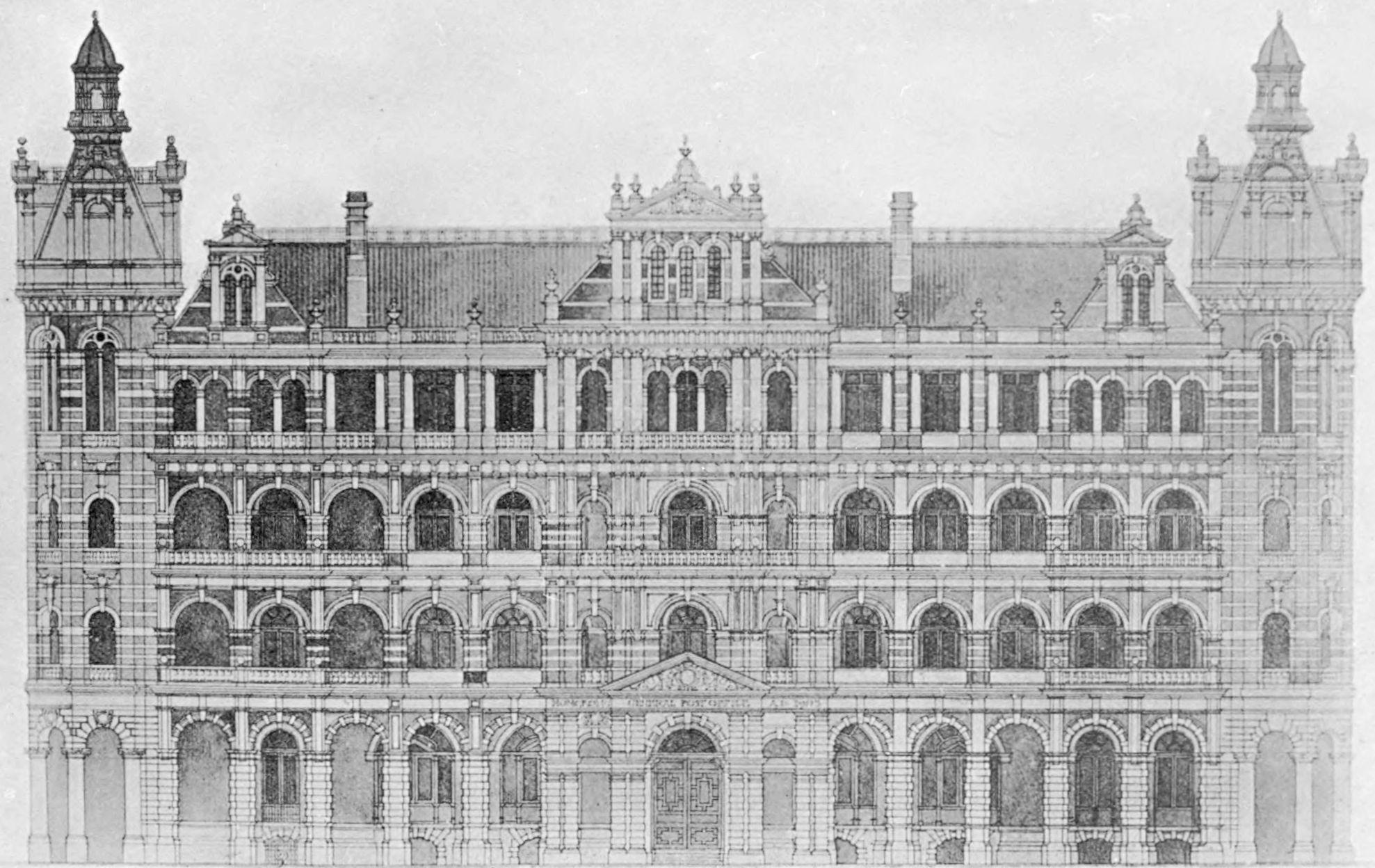
第三代郵政總局建築草圖（畢打街立面）

#### 第三代郵政總局
第三代建築設計時值維多利亞時代，採用丹尼遜、雷安及傑斯建築公司（Dension, Ram & Gibbs Co.）的方案，屬英格蘭文藝復興風格。牆身採用廣東紅磚，外牆的間條圖案是以紅磚及花崗石本身的顏色在立面上構成。地下石柱形成三條走廊，而面向干諾道中一邊的1樓設有管道連接郵局和碼頭，方便駁船運送郵件，當有信件時郵局會鳴炮提示船隻。
早於1974年初，政府已打算拆卸總局大樓，以提供更多寫字樓用地。兩年後，總局因為興建地鐵中環站而需要搬遷，當年雖遭到保育人士反對，但最終仍被拆卸，不過政府同年也推出了《古物及古蹟條例》。總局拆卸後，港澳富商梁潤昌捐贈在畢打街與德輔道中交界的四支花崗岩門柱予嘉道理農場暨植物園，現為「四柱擎天」景點。而總局內的迴轉木樓梯原件，其木扶手欄杆交由當時剛成立的古物古蹟辦事處保存，至2000年代香港歷史博物館「香港故事」常設展開幕時，部分木欄杆組件獲安置在館內的郵局場景，而該郵局場景是參考舊灣仔郵政局為藍本建成。

填海前臨海的郵政總局以駁船裝卸郵件

#### 第四代香港郵政總局

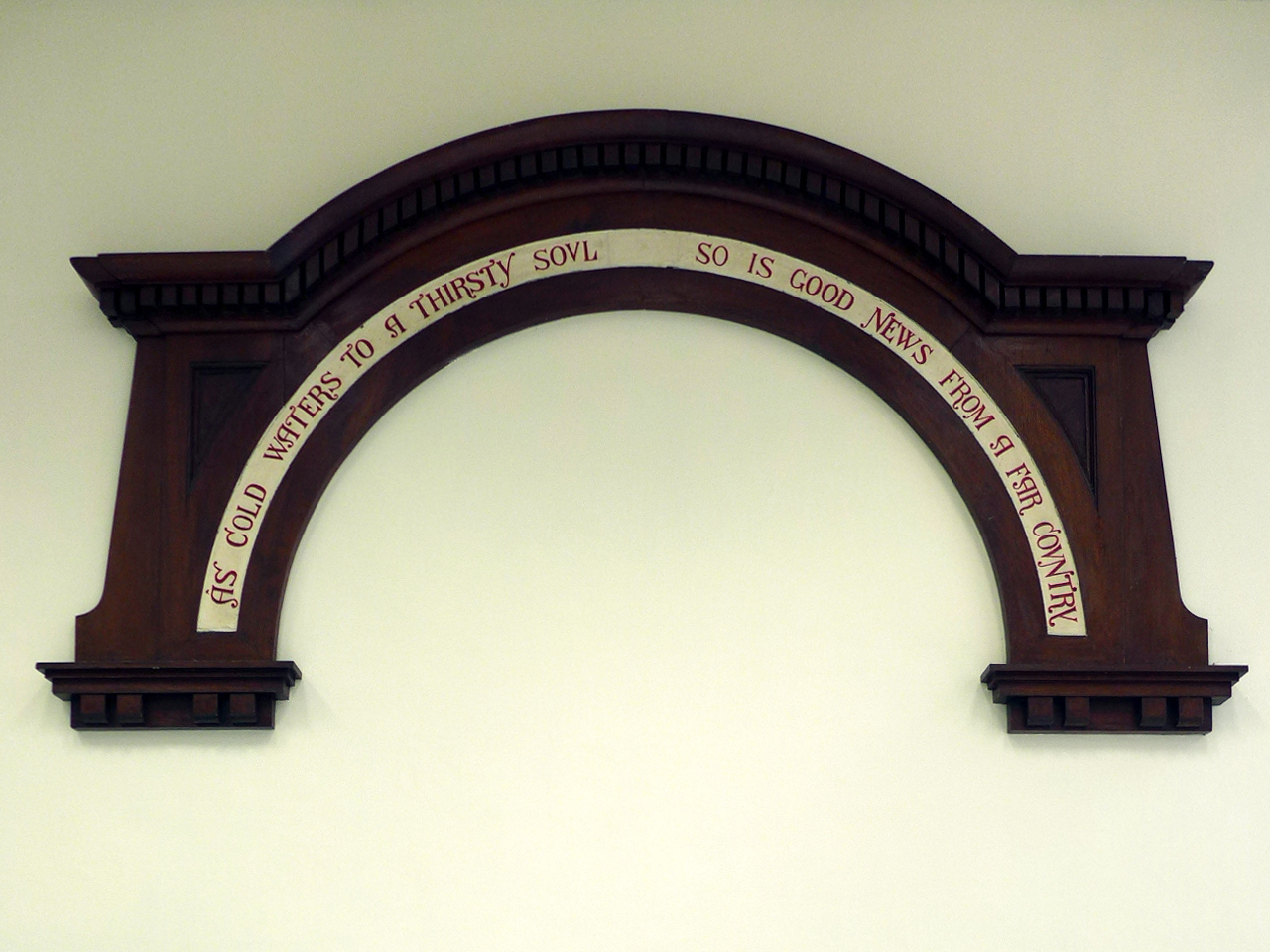
從第三代郵政總局保留的木製拱形匾額

早於1967年，中環填海計劃完成的緣故，政府打算在新填地建造一座30層高的政府合署，裏面包括新的郵政總局。不過當1971年對面的地皮以2.58億港元賣給香港置地以興建康樂大廈時，政府同意發展商不阻擋海景的要求，原本的政府合署因此有了120呎的高度限制。
第四代建築在1976年8月11日啟用。大廈樓高五層，地下最低層可供郵政車輛停泊。所有進出香港的國際郵件包裹，以及香港島的郵件，都會送到郵政總局處理。而第二層一樓是公眾進出的郵政大堂及郵政信箱。香港郵政信箱一號，由太古公司在19世紀租用至今。
地下大堂除郵政櫃位外，設有郵展廊，展示香港歷代郵品及郵政歷史。全層為郵政櫃位，牆上掛有從第三代郵政總局保留的部件：木製拱形匾額，寫有一段出自聖經箴言25章25節的英文：「As cold waters to a thirsty soul, So is good news from a far country」。（有好消息從遠方來，就如拿涼水給口渴的人喝。）總局外亦連接中區行人天橋系統，與中環其他商業大廈互通。
第四代香港郵政總局跟同樣位於愛丁堡廣場的香港大會堂、昔日第三代的中環天星碼頭及停車場、及已拆卸的皇后碼頭屬同一時期的建築，並形成一個大眾市民的公共空間。2015年，國際保育組織國際現代建築文獻組織將郵政總局列入「文物危急警示」（Heritage in Danger）名單，認為建築由本地工務局的資深建築師曾廣敏擔任總設計師，加上是宏偉的簡約現代建築，具保育價值，支持保留作為原有用途或作其他公共用途。不過前建築署高級建築師馮永基認為郵政總局稱不上是「精彩建築」，沒有保留價值。古物諮詢委員會表示按之前的會議議決，暫時不會為1970年或其後落成的建築物評級。

#### 第五代香港郵政總局
第五代建築在2019年開始於九龍灣興建，佔地約4,000平方米，樓高36米，高度符合現時分區計劃大綱圖的限制。

## 重置計劃
為了配合香港政府發展中環新海濱，香港政府自1990年代起計劃搬遷香港郵政總局，以騰出土地作為綜合發展用途。當局最初計劃在柴灣盛泰道及永泰道交界的前永泰臨時房屋區預留一幅達2.3公頃的地皮，興建一幢樓高4層的香港郵政超級中心，惟被東區區議會強烈反對，計劃最後未有落實。
至2009年，前香港郵政署長陳猷烽表示，隨著交通日趨便利，郵政總局和國際郵件中心選址毋須貼近海邊和鐵路沿線。香港政府計劃於2012年與新國際郵件中心合併，一併遷往九龍灣。 因應發展的威脅，國際保育組織 Docomomo International 的香港分會向第四代郵政總局建築物發出「文物危急警示」。九龍灣中央郵件中心於2014年啟用，郵政總局內的本地揀信組遷入中央郵件中心。
2017年7月，政府計劃將香港郵政總局遷往九龍灣，位置毗鄰中央郵件中心，同時計劃清拆郵政總局，騰空用地建甲級寫字樓。不過有團體認為該建築服務市民40多年，具歷史及社會回憶，政府應保留。
2018年6月，立法會工務小組討論重置郵政總局，政府指中環甲級寫字樓有其獨特性，不可取代。同時表示在2007至2008年就此諮詢公眾，不過公眾批評諮詢文件的小冊子沒有直接提及清拆郵政總局。同年10月，立法會財務委員會通過16億元撥款申請，在九龍灣興建郵政綜合大樓，重置中環郵政總局。
2020年2月，政府公布2020至2021年度的賣地計劃，其中一幅為中環新海濱3號用地。用地將包含郵政總局及天星碼頭多層停車場，最快第三季推出。及後，此用地於2021年6月截標，當中政府提出的批地條款更特別註明「必須將郵政總局建築物清拆，以令（地政總署）署長滿意」條款，意味郵政總局必被拆卸，而任何試圖保育的方案均會落標。
2021年6月，3號用地招標即將截標，多間民間建築團隊各自提出設計方案，旨在兼顧商業用途發展同時保留郵政總局，建議包括興建三層地底空間作商業或購物樓面、以下沉式廣場（Sunken Plaza）增加公共空間、將總局保育活化成博物館並重現其填海前的臨海結構等。
2021年11月，發展局表示恒基兆業地產有限公司附屬的「國基發展」以508億元奪得中環海濱3號用地地皮，批租期為50年。其中標的設計方案擬建3座建築物，財團按要求必須興建一所新郵局、提供325個車位的公眾停車場及兩間公廁，而新郵政總局將於2027年底前完工後無償交回政府。另外亦會重置天星小輪愛丁堡廣場碼頭鐘樓。

## 郵展廊

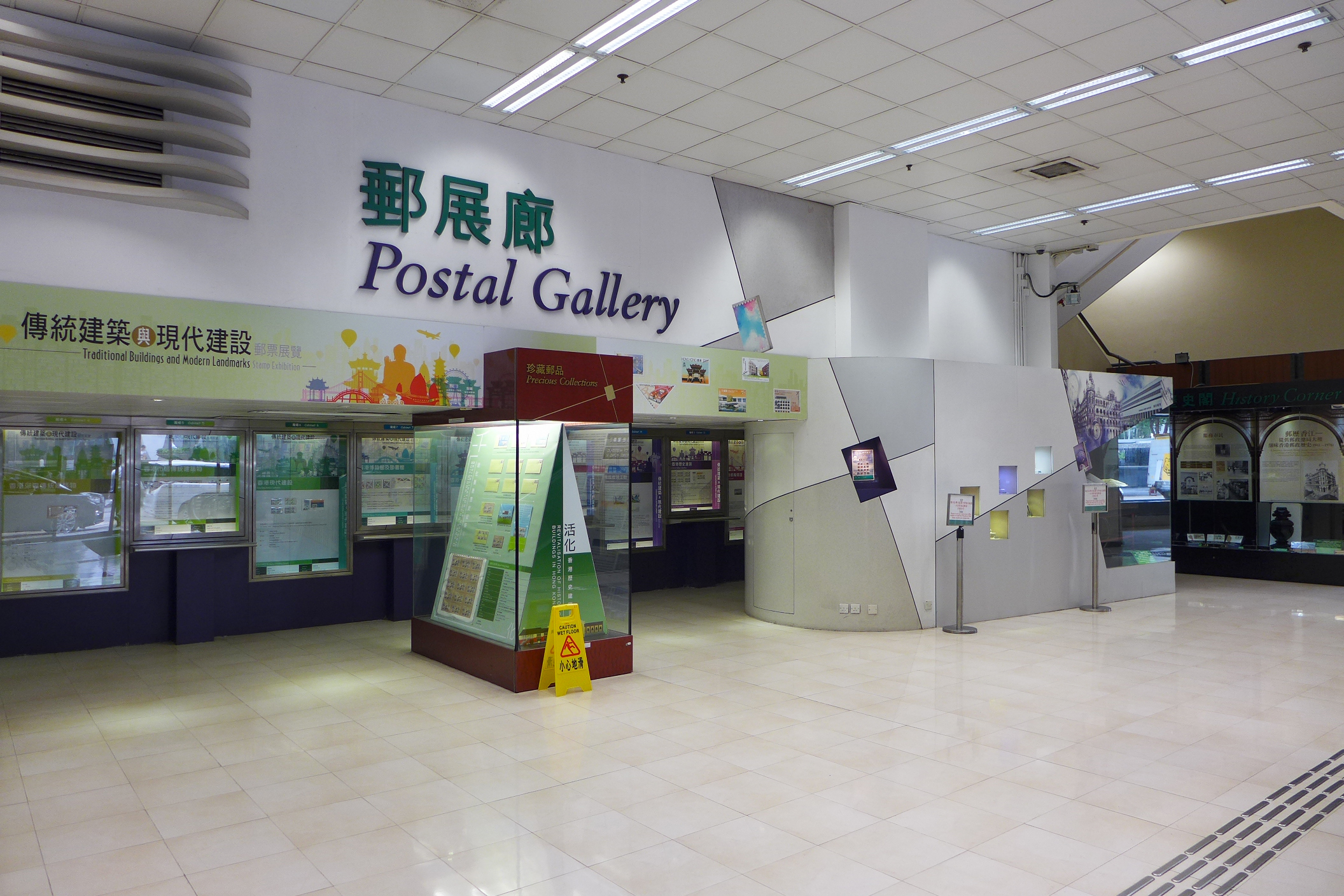
郵展廊

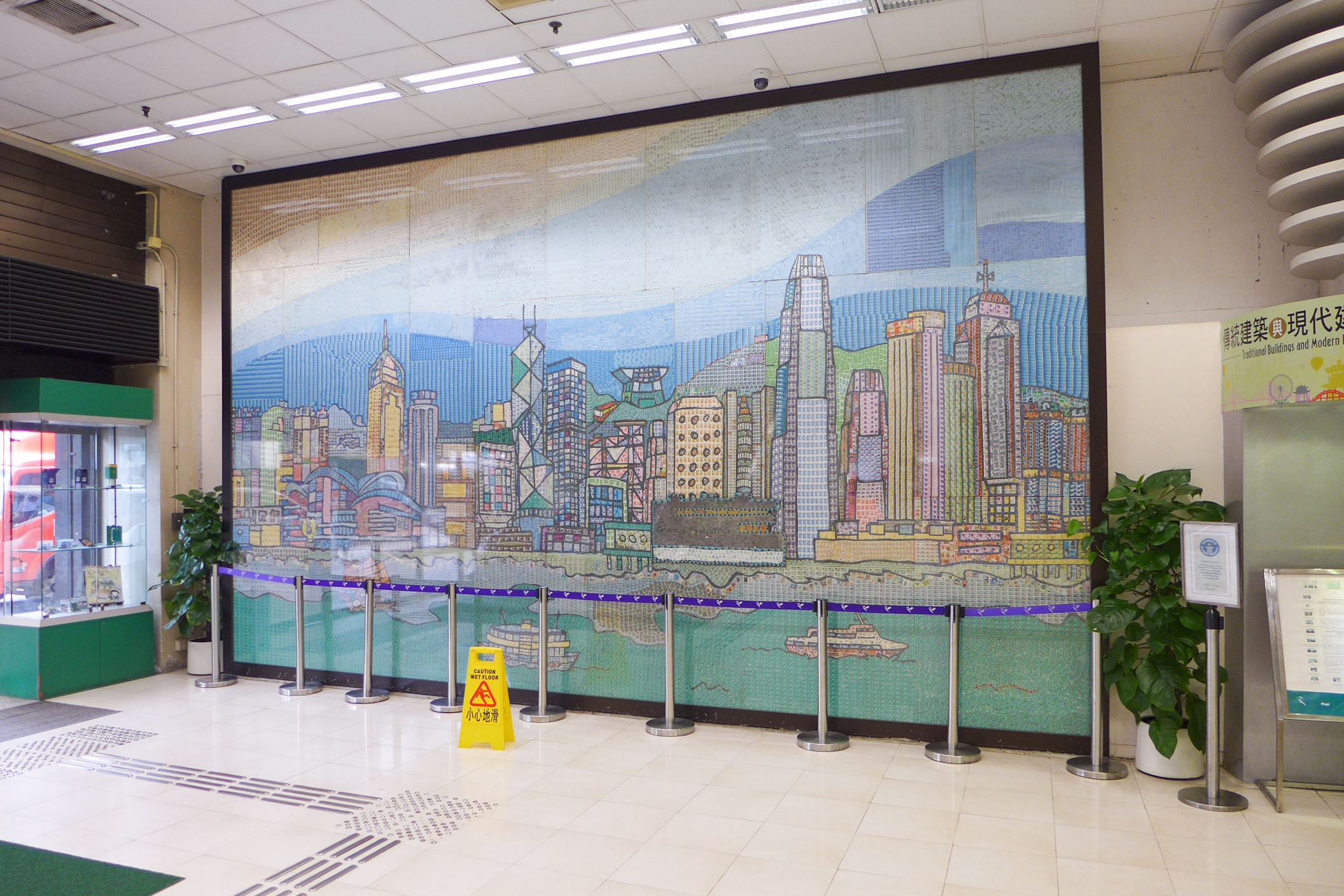
正門附近放置合共超過69000枚、由香港郵政員工及全球98個國家的郵政機構捐贈的郵票組成的郵票拼圖，以慶祝郵政署成立十周年，並列入了2005年健力士世界紀錄

郵展廊位於郵政總局地下，於1999年9月17日免費開放予公眾參觀。郵展廊主要介紹香港郵務制度的演變及香港與世界各地的郵政聯繫，展出與郵務與郵政歷史有關的物品及郵品。郵展廊分為兩個區域：「珍藏郵品區」和「歷史閣」。在「珍藏郵品」展出一些珍貴郵票及郵品及郵票印刷的資料；而「歷史閣」擺放具歷史價值的郵政物品，還陳列兩部先前裝設在大澳郵政局及原用於別處的機械式操作的郵票售賣機。原位於一樓的集郵中心遷往「郵展廊」內。 
開放時間
- 正門附近放置合共超過69000枚、由香港郵政員工及全球98個國家的郵政機構捐贈的郵票組成的郵票拼圖，以慶祝郵政署成立十周年，並列入了2005年健力士世界紀錄星期一至星期六：08:00-18:00
- 星期日及公眾假期：12:00-17:00

## 鄰近
- 怡和大廈
- 交易廣場
- 港鐵香港站
- 天星碼頭多層停車場
- 皇后像廣場
- 中區行人天橋系統
- 環球大廈

## 照片集錦

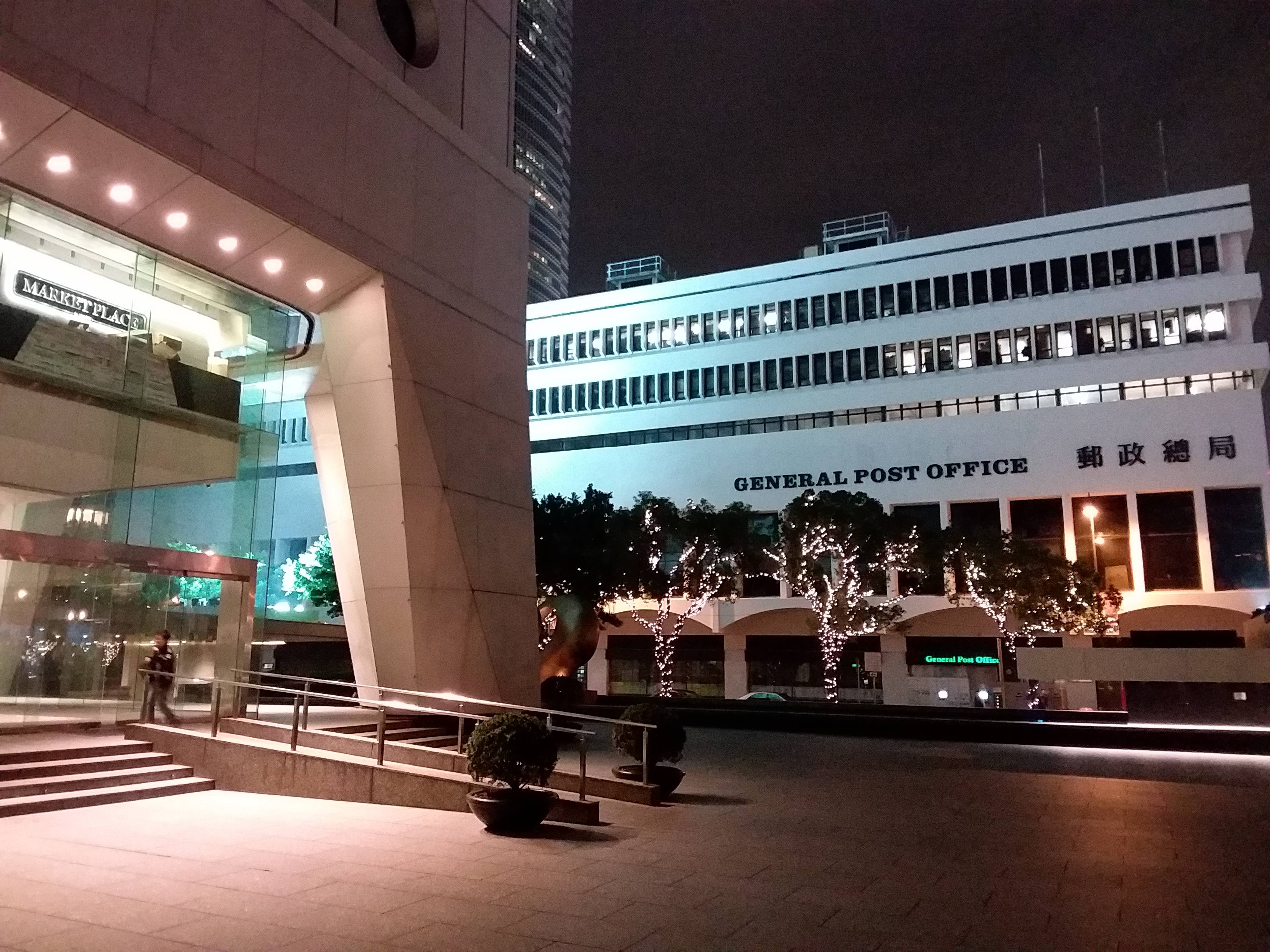
晚間時份的第四代香港郵政總局

第四代建築內部設施

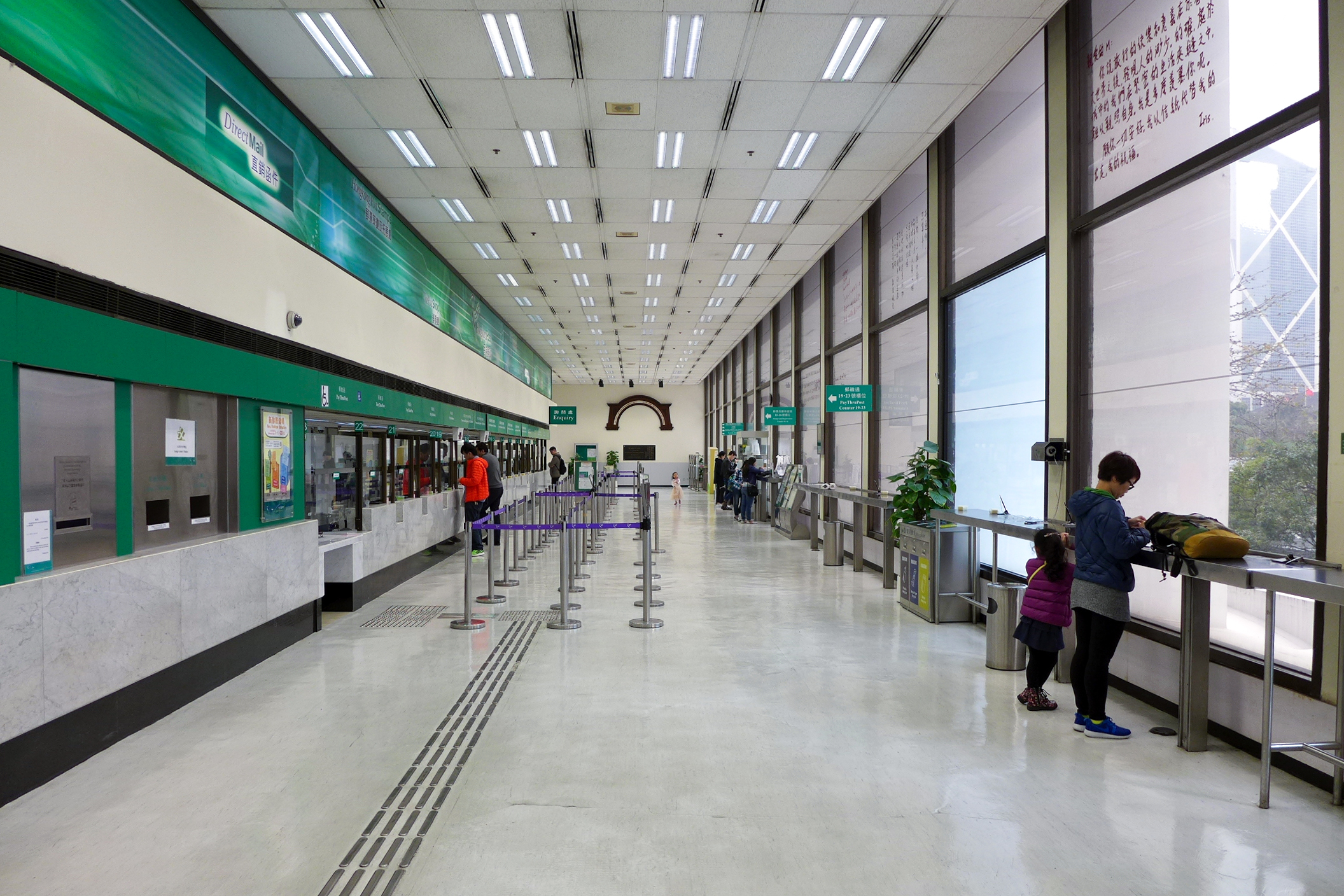
香港郵政總局郵局櫃位
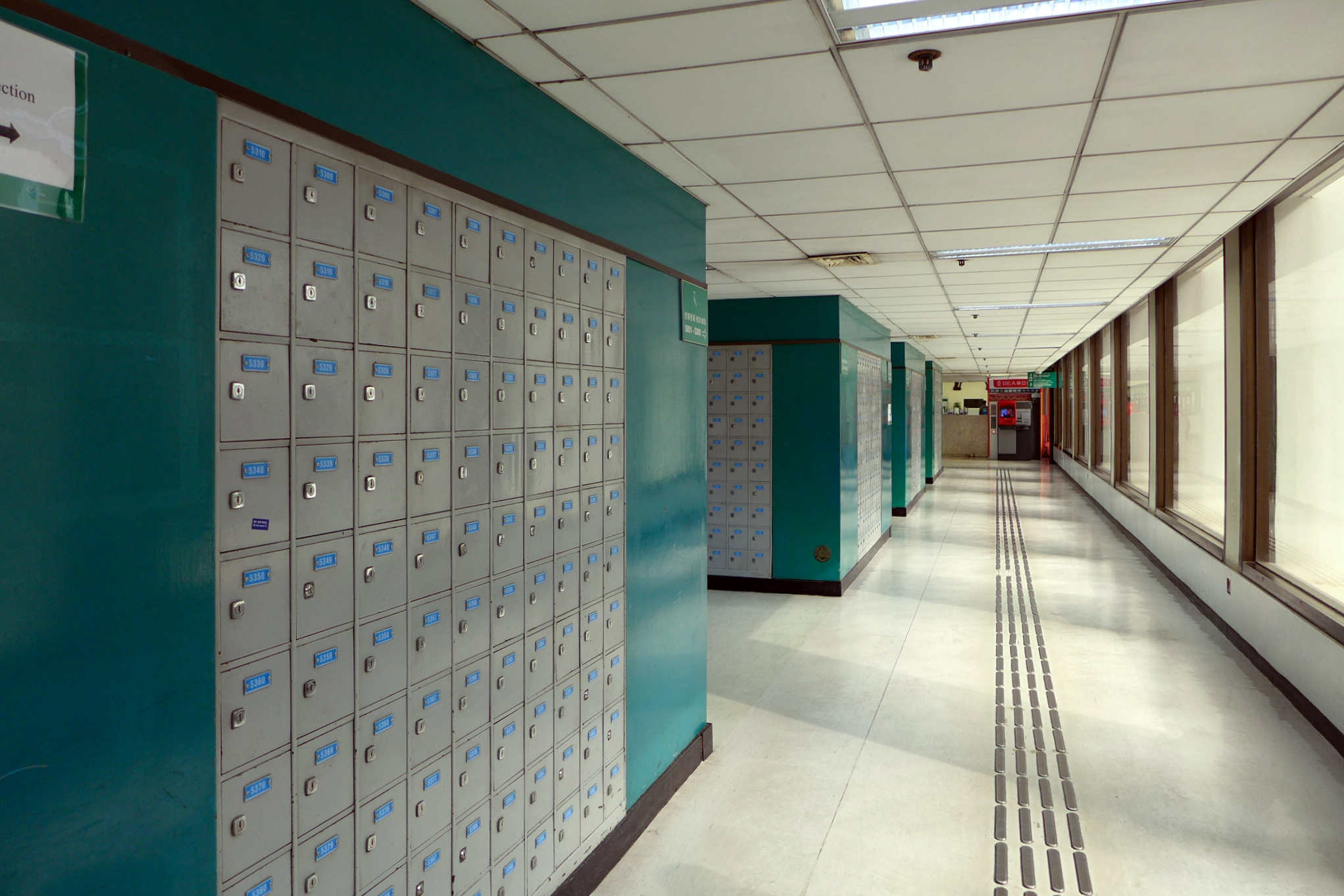
郵政總局內的郵政信箱
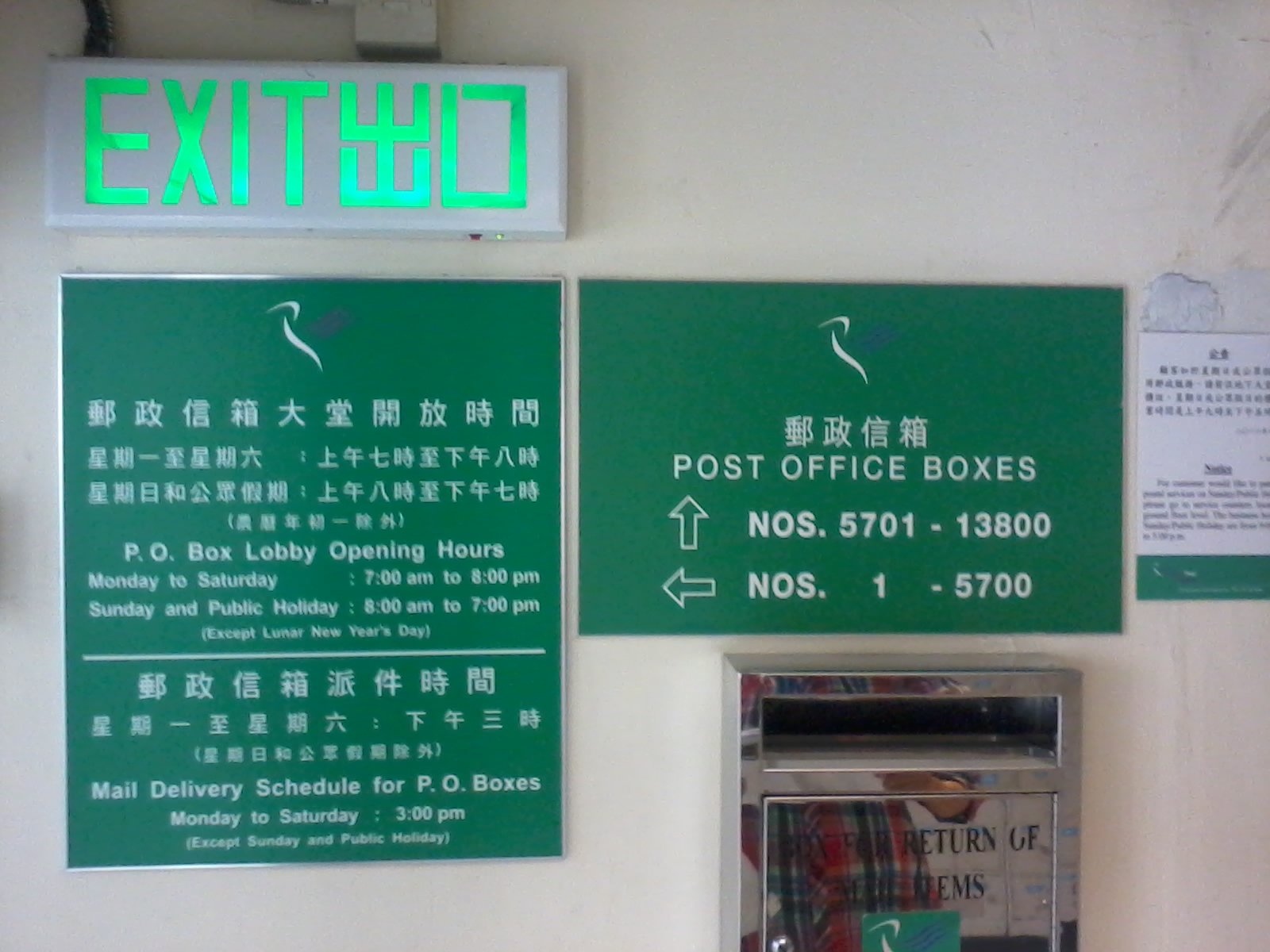
中環總局的1號郵箱由太古公司（John Swire & Sons）租用

第四代建築外部細節

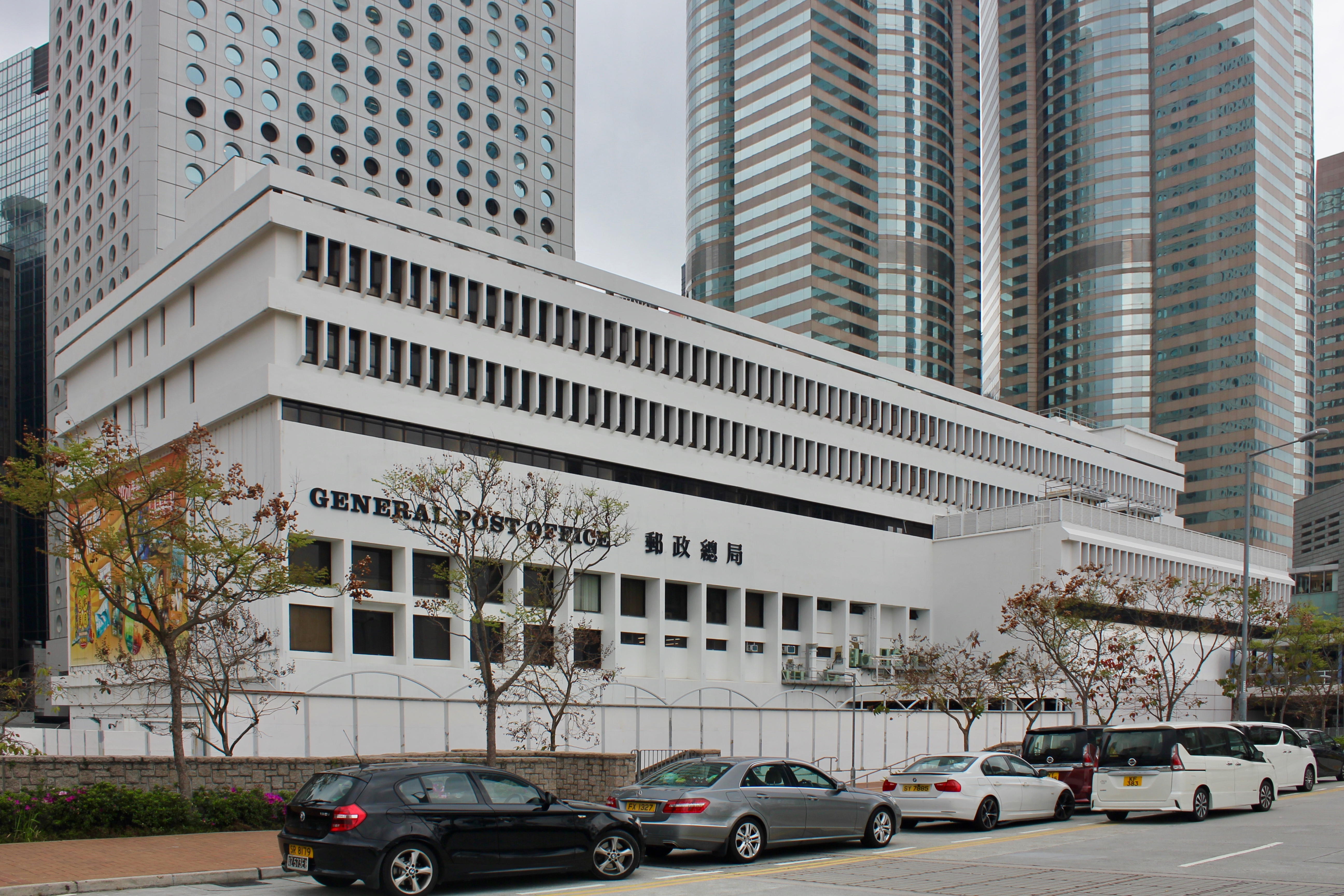
香港郵政總局面向龍和道的立面
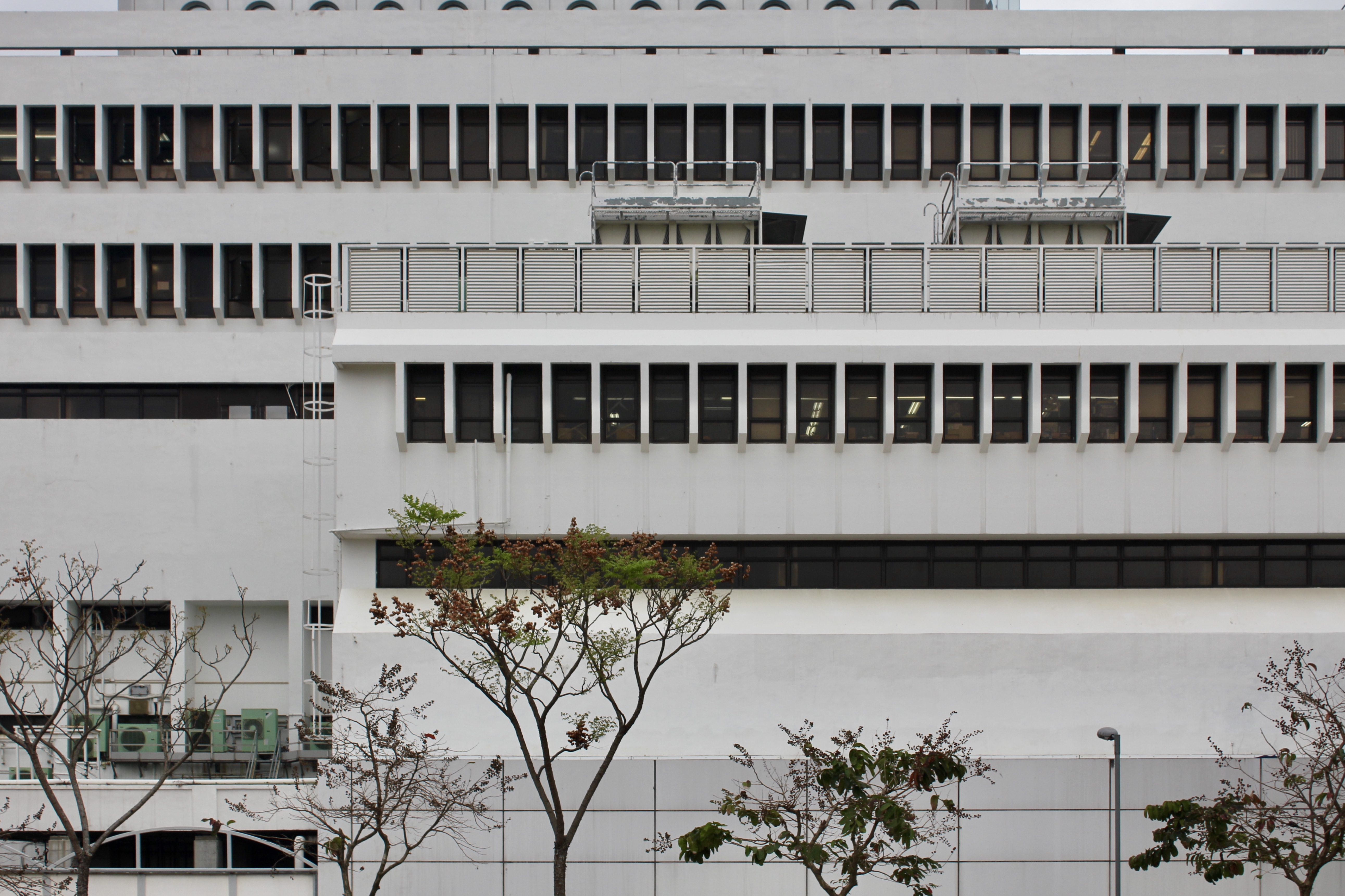
窗戶採用遮光設計
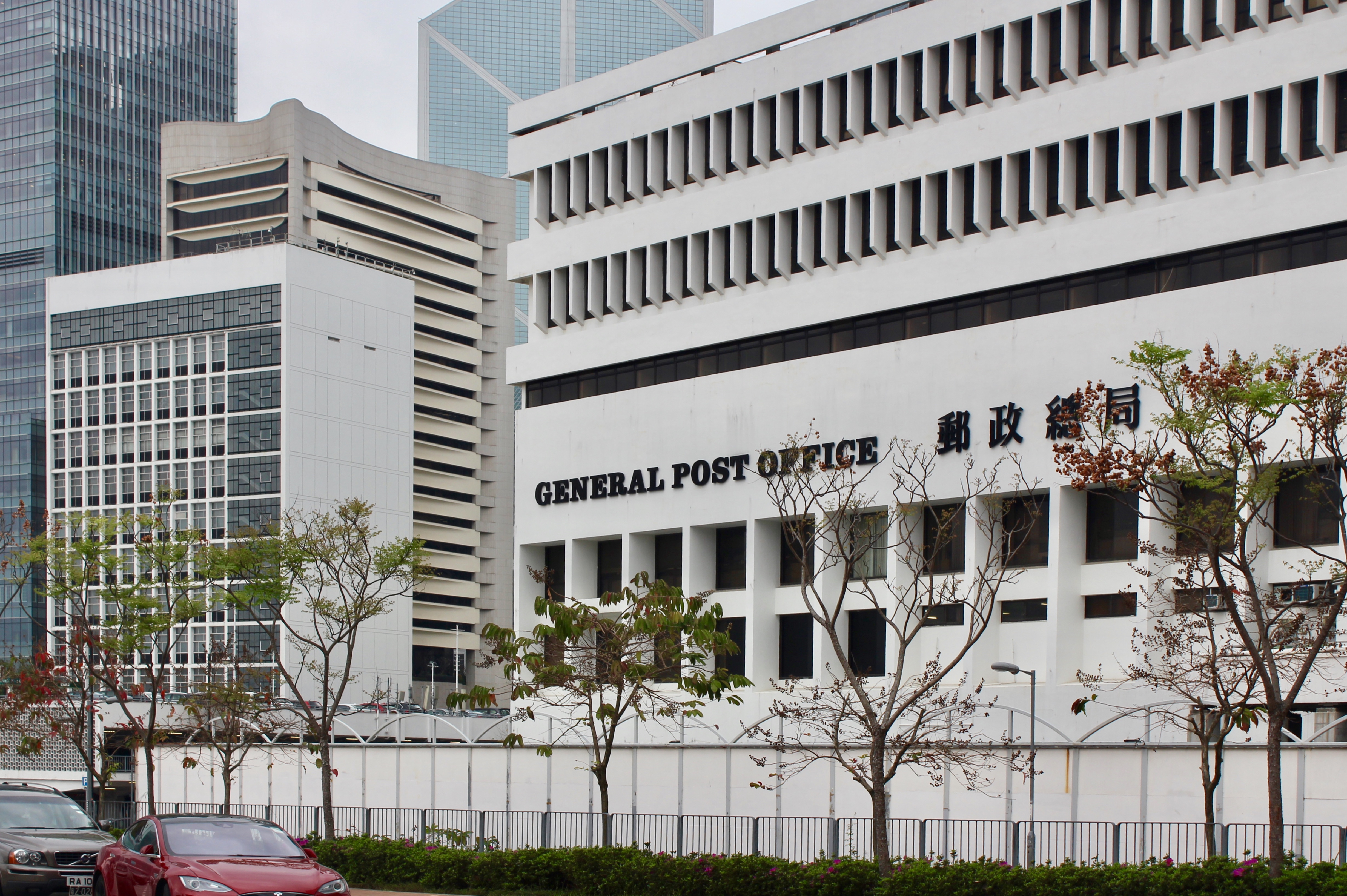
與鄰近大會堂同屬現代主義風格